# Renda Nacional Bruta
La Renda Nacional Bruta (RNB), o Ingrés Nacional Brut, anteriorment Producte Nacional Brut és un mesurament de l'economia basat en el valor total dels béns i serveis finals produïts en un any pels ciutadans d'un país (és a dir, els nacionals). A diferència del Producte Intern Brut (PIB), aquest mesurament es basa en a qui pertanyen els factors de la producció, i no el lloc on es realitza la producció. La Renda Nacional Bruta, per tant, inclou la renda neta que rep un país per les inversions a l'estranger (en salaris dels seus ciutadans que viuen a l'estranger, o els guanys d'una companyia nacional operant a un altre país) i exclou la renda que reben les companyies i ciutadans estrangers que treballen dins del seu territori.
Sovint, els càlculs de la RNB es realitzen en moneda local i es converteixen a dòlars nord-americans corrents, i no pas en paritat de poder adquisitiu. El Banc Mundial fa ús del "Mètode Atlas", per fer la conversió. El Mètode d'Atlas utilitza un terme mitjà de les taxes de canvi de les monedes per tal de suavitzar-ne els efectes de les fluctuacions transitòries o temporals. El Banc Mundial prefereix l'ús del RNB al PIB per a fer comparacions de la grandària de les economies de diferents estats i l'utilitza per classificar-los en països de renda alta, mitjana o baixa. Atès que utilitzen el "Mètode d'Atlas", aquesta classificació i el mesurament de la RNB és un bon indicador per a la presa de decisions quant als préstecs que realitza la institució, ja que elimina les fluctuacions de curt-termini.
La RNB per capita és simplement la divisió de la RNB total d'un país entre la població total que hi viu, i representa la renda mitjana d'una persona del país o territori.